# Amigovios
Amigovios es una serie argentina de género infantil de Jorge Maestro y Sergio Vainman emitida por Canal 13 durante 1995. La serie tuvo un total de 248 episodios debido a la gran audiencia que obtenía cada capítulo. Fue protagonizada por Diana Lamas y Fabián Mazzei y coprotagonizada por Alejandra Gavilanes, Andy Botana y Nelly Fontán. También contó con las actuaciones juveniles de Sabrina Carballo, Guido Massri, Leandro López, Javier Santos, Celeste Carrozo y Victoria Tórtora, las actuaciones especiales de Silvina Bosco, Liz Balut, Guillermo Marcos y la participación de Mauricio Dayub.

## Sinopsis
Un colegio abre una colonia de vacaciones llamada "Big-Bang" en verano para sus alumnos. Allí todos los compañeros viven numerosas aventuras, junto con chicos nuevos que, luego de que terminara la colonia, deciden entrar en el colegio con ellos, donde todos los amigos seguirán viviendo aventuras dentro y fuera de él.

## Elenco

### Elenco Adulto
| Actor               | Personaje         |
| ------------------- | ----------------- |
| Diana Lamas         | Eugenia           |
| Fabián Mazzei       | Javier            |
| Alejandra Gavilanes | Karina            |
| Andy Botana         | Guillermo "Willy" |
| Mauricio Dayub      | Juan              |
| Silvina Bosco       | Sofía             |
| Nelly Fontán        | Chela             |
| Héctor Malamud      | Salomone          |
| Emilio Bardi        | Osvaldo           |
| Liz Balut           | Mabel             |
| Guillermo Marcos    | Oscar             |
| Roberto Fiore       | Don Américo       |
| Mónica Gonzaga      | Victoria          |

### Elenco Infantil
| Actor             | Personaje          |
| ----------------- | ------------------ |
| Guido Massri      | Andrés "Andy"      |
| Sabrina Carballo  | Belén              |
| Leandro López     | Guillermo "Guille" |
| Javier Santos     | Carlos "Carlitos"  |
| Celeste Carrozo   | María              |
| Victoria Tórtora  | Catalina "Katy"    |
| Andrea Galante    | María Sol          |
| María Laura Leyba | Emilce             |
| Malena Rey        | Marcela            |
| Fernando Govergun | José "Josecito"    |
| Facundo Arias     | Martín             |
| Alejandro Astrada | Matías             |
| Gisele Benoldi    | Carolina           |
| Diego Mesaglio    | Ramón Morales      |
| Patricio Bruccini | Sebastián          |
| Paula Carruba     | Soledad            |
| Lucía Durietz     | Lorena             |
| Marcos Palmiero   | Pablo              |
| Alfonsina Nieto   | Azul               |

### Participaciones Especiales
- Lorenzo Lamas... Tío de Eugenia
- Pamela Rodríguez... Pía
- Antonio Caride... Padre de Guille
- Marina Skell... Laura, mamá de Guille
- Estela Garelli... Nora, mamá de Belén
- Ricardo Pald... Ricardo, padre de Belén
- Daniel Ceriotti... Adolfo
- Facundo Espinosa... Diego
- Romina Ricci... María
- Marcela Kloosterboer... Peggy
- Marcelo Melingo
- Luis Mottola
- Claudia Albertario... Luciana
- Graciela Pal
- Ana Franchini
- Claudio Garófalo
- Harry Havilio
- David Masajnik
- Damian de Santo... Padre Miguel
- Natalia Menarini... Natalia
- Pedro Aragona
- Caramelito Carrizo... Mariana
- Juan Pablo Martínez... Jimmy
- Leo Rodríguez Bruno... Pierre
- Helena Jios... Antonia
- Eduardo Bertoglio... Adalberto
- Noemí Frenkel... Ángeles
- Graciela Araujo... Rosa, abuela de maria
- Chichilo Viale... Chichilo
- Elcira Olivera Garcés... Abuela de Katy
- Nacho Gadano... Padre de Peggy